# مورغان روبرتس
مورغان روبرتس (بالإنجليزية: Morgan Roberts) هو لاعب كرة قدم بريطاني في مركز الوسط، ولد في 22 ديسمبر 2000 في إنجلترا في المملكة المتحدة. لعب مع نورثامبتون تاون.

## وصلات خارجية
- مورغان روبرتس على موقع قاعدة بيانات كرة القدم.إي يو (الإنجليزية)
- مورغان روبرتس على موقع Soccerway.com (الإنجليزية)